# 瑞亚克勒科克
瑞亚克勒科克（法語：Juillac-le-Coq，法語發音：[ʒɥijak lə kɔk]）是法国夏朗德省的一个市镇，属于干邑区。

## 地理
瑞亚克勒科克（45°35'21"N, 0°15'41"W）面积14.54 平方千米，位于法国新阿基坦大区夏朗德省，该省份为法国西部内陆省份，北起德塞夫勒省和维埃纳省，东临上维埃纳省，东南至多尔多涅省，南至多爾多涅省，西接滨海夏朗德省。
与瑞亚克勒科克接壤的市镇（或旧市镇、城区）包括：昂雅克香槟、内河畔圣福尔、瑟贡扎克、韦里耶尔、利涅尔-昂布勒维尔。

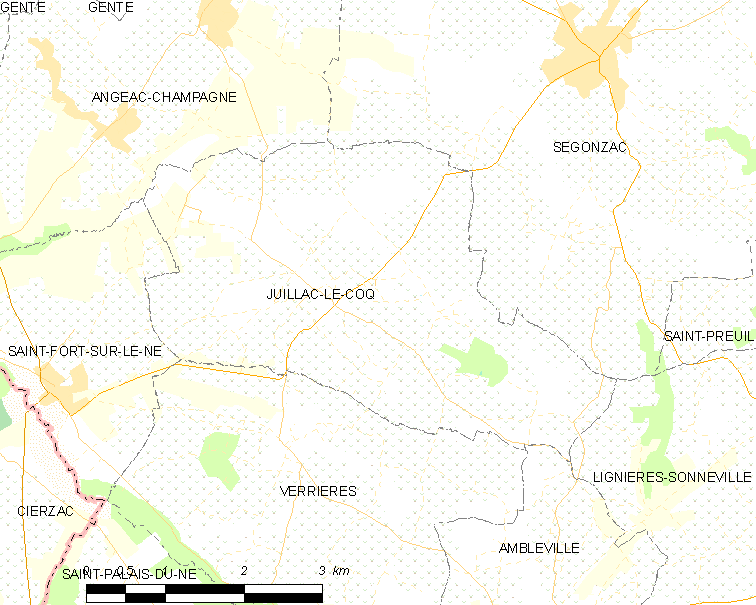
瑞亚克勒科克的OSM定位图

瑞亚克勒科克的时区为UTC+01:00、UTC+02:00（夏令时）。

## 行政
瑞亚克勒科克的邮政编码为16130，INSEE市镇编码为16171。

## 政治
瑞亚克勒科克所属的省级选区为夏朗德-香槟县。

## 人口

1962-2008年间瑞亚克勒科克人口变化图示

瑞亚克勒科克于2022年1月1日时的人口数量为655人。